# Заря (Ровненская область)
Заря (укр. Зоря) — село в Ровненском районе Ровненской области Украины. Административный центр Зарянской сельской общины.
Население по переписи 2001 года составляло 5080 человек. По состоянию на 01.01.2024 года зарегистрировано ↘5237 человек. Почтовый индекс — 35314. Телефонный код — 362. Код КОАТУУ — 5624684901.